# Seegefecht bei Ösel
1. Phase: Schwedische Dominanz (1700–1709)
Dänischer Kriegsschauplatz (1700)
Humlebæk • Tönning I 
Livländ./ Estnischer Kriegsschauplatz (1700–1708)
Riga I • Jungfernhof • Varja • Pühhajoggi • Narva • Petschora • Düna • Rauge • Erastfer • Hummelshof • Embach • Tartu • Narva II • Wesenberg I • Wesenberg II
Ingermanländ./ Finnischer Kriegsschauplatz (ab 1701)
Archangelsk • Ladogasee • Nöteborg • Nyenschanz • Newa • Systerbäck • Petersburg • Wyborg I • Porvoo • Newa II • Koporje II • Kolkanpää
Litauisch-weißrussischer Kriegsschauplatz (1702–1706)
Vilnius • Saladen • Jakobstadt • Gemauerthof • Mitau • Grodno I • Olkieniki • Njaswisch • Klezk • Ljachawitschy
Polnischer Kriegsschauplatz (1702–1706)
Klissow • Pułtusk • Thorn • Lemberg • Warschau • Posen • Punitz • Tillendorf • Rakowitz • Praga • Fraustadt • Kalisch 
Russischer Kriegsschauplatz (1708–1709)
Grodno II • Golowtschin • Moljatitschi • Rajowka • Lesnaja • Desna • Baturyn • Koniecpol • Weprik • Opischnja • Krasnokutsk • Sokolki • Poltawa I • Poltawa II
2. Phase: Schweden in der Defensive (1710–1721)
Baltischer und Finnischer Kriegsschauplatz (bis 1714)
Riga II • Wyborg II • Pernau • Kexholm • Reval • Hogland • Pälkäne • Storkyro • Nyslott • Hanko 
Schwed./Norwegischer Kriegsschauplatz (1710–1721)
Helsingborg • Køge-Bucht • Bottnischer Meerbusen • Frederikshald I • Dynekilen-Fjord • Göteborg I • Strömstad • Trondheim • Frederikshald II • Marstrand • Ösel • Göteborg II • Södra Stäket • Grönham • Sundsvall
Norddeutscher Kriegsschauplatz (1711–1716)
Elbing • Wismar I • Lübow • Stralsund I • Greifswalder Bodden I • Stade • Rügen • Gadebusch • Altona • Tönning II • Stettin • Fehmarn • Wismar II • Stralsund II • Jasmund • Peenemünde • Greifswalder Bodden II • Stresow 
Das Seegefecht bei Ösel (schwedisch: Sjöslaget vid Ösel) war ein Gefecht zwischen russischen und schwedischen Kriegsschiffen während des Großen Nordischen Krieg am 24. Maijul. / 4. Juni 1719greg. vor der Insel Saaremaa (Ösel). Der russische Kapitän Naum Senjawin zwang drei schwedische Kriegsschiffe zur Übergabe, ohne sie entern zu müssen. Der Kommandeur des schwedischen Verbandes, Anton Johan Wrangel, geriet dabei in Gefangenschaft.

## Geschichte

### Vorgeschichte
Im Mai 1719 verließen drei schwedische Kriegsschiffe, unter dem Kommando von Anton Johan Wrangel, als Sicherung eines schwedischen Geleitzuges das preußische Pillau mit dem Ziel Stockholm. Die russische Marine hatte davon erfahren und entsandte einen Flottenverband, unter dem Kommando von Naum Senjawin um diesen Geleitzug abzufangen. Dafür verließ Senjawin mit seinem Verband am 26. Mai 1719 den Hafen von Reval.

### Das Gefecht

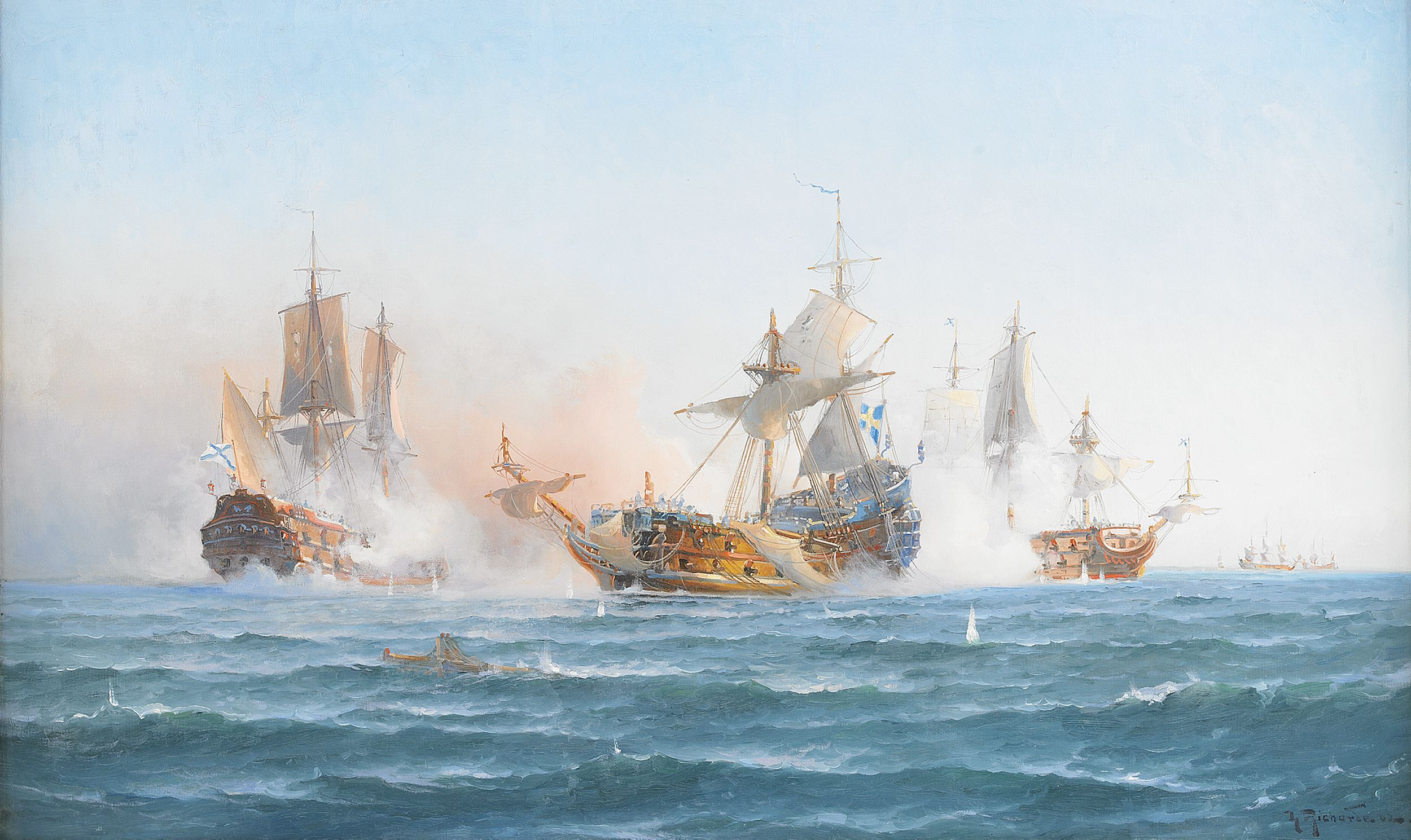
Die Wachtmeister im Gefecht gegen das russische Geschwader im Jahre 1719

Am frühen Morgen des 4. Juni, gegen 3:00 Uhr, trafen die beiden Geschwader in den Gewässern westlich der Insel Ösel (heutiges Saaremaa) aufeinander. Wrangel erkannte, dass der russische Verband dem seinen weit überlegen war. Deshalb wandte er sich nach Nord-West, um einem Gefecht aus dem Weg zu gehen. Die russischen Schiffe nehmen die Verfolgung auf, ohne zunächst zu wissen, wen sie verfolgten, da die schwedischen Schiffe keine Flaggen führten. Das russische Flaggschiff Portsmut und die Devonshir übernahmen die Führung des russischen Geschwaders.
Um fünf Uhr morgens holte der russische Verband die schwedischen Schiffe ein und gab zwei Warnschüsse ab, um den fremden Kommandeur zum Zeigen der Flagge zu zwingen. Als Wrangel die schwedische Fahne hisste, eröffneten die russischen Kanoniere sofort das Feuer.
Die Linienschiffe Portsmut und Devonshir versuchten das Flaggschiff Wachtmeister von den anderen zu trennen. Dieses Duell fand von 5:00 Uhr bis 9:00 Uhr statt. Die Kanoniere der Wachtmeister beschossen die Devonshir, woraufhin deren Segel Feuer fing. Die Portsmut wandte sich der Fregatte Karlskrona Vapen zu, die der Portsmut weit unterlegen war. Die russischen Geschütze fügten der Fregatte einen so schweren Schaden zu, dass diese nach nur kurzem Beschuss die Flagg strich und sich ergab. Auch das dritte Schiff des schwedischen Verbandes, die Bernhardus, wurde vom Flaggschiff getrennt und unter Beschuss genommen. Der Kommandeur ergab sich nach kurzem Gefecht.
Die Wachtmeister aber kämpfte sich frei und entkam zunächst den Russen. Sie versuchte sich in Richtung der schwedischen Insel Gotska Sandön abzusetzen. Dieser Weg wurde den Schweden aber von der Arkhangel Raphael und der Yagudiil versperrt.
Der schwedische Kommandeur Wrangel war bei dem Gefecht schwer verwundet worden, so dass dessen Erster Offizier Trolle das Kommando auf dem Flaggschiff übernommen hatte. Dieser weigerte sich, das Schiff zu übergeben. 15 Stunden nach Beginn der Seeschlacht gingen die russischen Schiffe zum letzten Angriff auf das schwedische Flaggschiff über. Die Wachtmeister wurde komplett entmastet und das Oberdeck war mit Toten und Verwundeten übersät. Der Erste Offizier Trolle erkannte die Aussichtslosigkeit der Lage und übergab das Schiff an den russischen Kommandeur.
Mit dem schwedischen Geschwader im Schlepptau steuerte die russische Flotte Reval an. Dieser Erfolg war einer der ersten Siege der jungen russischen Seefahrtsgeschichte in einem offenen Seegefecht.

## Einheiten

### Russland
| Schiff            | Kanonen | Kommandant    | Verluste | Verluste  | Verluste  | Anmerkungen |
| Schiff            | Kanonen | Kommandant    | getötet  | verwundet | Insgesamt | Anmerkungen |
| ----------------- | ------- | ------------- | -------- | --------- | --------- | ----------- |
| Portsmut          | 54      | Naum Senjawin |          |           |           |             |
| Devonshir         | 52      |               |          |           |           |             |
| Uriel             | 52      |               |          |           |           |             |
| Arkhangel Raphael | 52      |               |          |           |           |             |
| Yagudiil          | 52      |               |          |           |           |             |
| Varahail          | 52      |               |          |           |           |             |
| Natalia           | 18      |               |          |           |           | Schnau      |

### Schweden
| Schiff           | Kanonen | Kommandant          | Verluste | Verluste  | Verluste  | Anmerkungen          |
| Schiff           | Kanonen | Kommandant          | getötet  | verwundet | Insgesamt | Anmerkungen          |
| ---------------- | ------- | ------------------- | -------- | --------- | --------- | -------------------- |
| Wachtmeister     | 48      | Anton Johan Wrangel |          |           |           | gekapert             |
| Karlskrona Vapen | 34      |                     |          |           |           | Fregatte, gekapert   |
| Bernhardus       | 10      |                     |          |           |           | Brigantine, gekapert |